# 塚本隆敏
塚本 隆敏（つかもと たかとし、1941年5月 - ）は、日本の経済学者。専門は経済政策（博士（経済学））。中京大学名誉教授。

## 学歴
- 1965年　愛知大学法経学部経済学科卒業。
- 1967年　愛知大学大学院経済学研究科修了（経済学修士）。
- 1998年　立命館大学より博士（経済学）号取得。

## 経歴
- 1969年　愛知大学国際問題研究所　補助研究員。
- 1976年　中京大学商学部講師。
- 1979年　中京大学商学部助教授。
- 1989年　中京大学商学部教授。
- 現在、中京大学総合政策学部総合政策学科教授。

## 研究分野
- 比較経済体制、中国経済。

## 著書
- 「中国国民経済の諸問題」（訳書）日中出版　1980年
- 「転換期にある中国経済」　日中出版　1982年
- 「中国における労働市場問題」　税務経理協会　1991年
- 「中国の社会変動」　税務経理協会　1996年
- 「中国市場経済への転換」　税務経理協会　1999年 ほか

## 所属学会
- 経済理論学会
- 比較経済体制学会
- アジア政経学会
- 日本中小企業学会
- 日本現代中国学会